# آلومینیوم بوروهیدرید
آلومینیوم بوروهیدرید (به انگلیسی: Aluminium borohydride) یک ترکیب شیمیایی است. شکل ظاهری این ترکیب، مایع بی‌رنگ است.